# Circus William

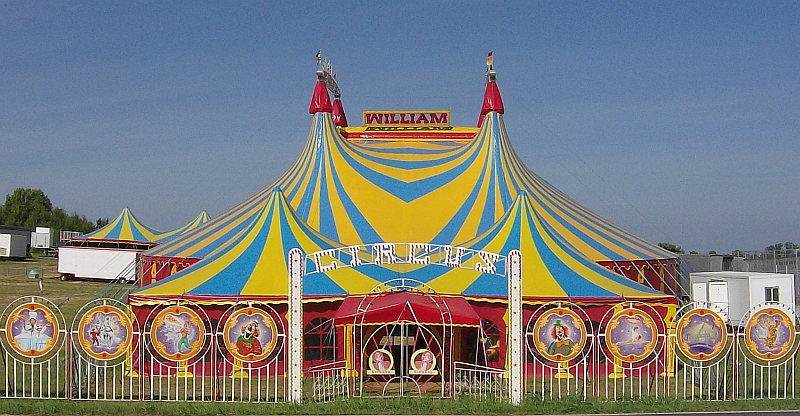
Circus William 2008 in Heringsdorf

Der Circus William war ein deutsches Zirkusunternehmen aus Müncheberg.
Der Circus William wurde von Heiner Wille († 2015) gegründet. Er reiste vor der Gründung mit seinem Bruder Alfons als Circus Berlin. Später wurde der Circus William von Markus, Manolito, Manuel und Roberto Wille sowie von Maria Weber geführt. Das Unternehmen hatte über 30 Beschäftigte. 
Das Zirkuszelt in den Farben Blau und Gelb hatte 1200 Sitzplätze. Das Programm beinhaltete eine Mischung aus Artistik, Clownerie und Tierdressur. Es gab ein Sommer- und ein Winterprogramm. In den Sommermonaten gastierte der Zirkus in Heringsdorf auf Usedom. Der Zirkus besaß Pferde (Friesen, Araber, Ponys), Zebras, Antilopen, sibirische Kamele, weiße bzw. wildfarbene Löwen und Tiger, Schildkröten, Schlangen, Krokodile, Warane, Chamäleons und weitere Tiere.
2022 wurde in Müncheberg mit Willes Welt ein Park eröffnet, der weitere Tiere, darunter die Löwen und Tiger, beherbergt.
Der Circus ist mittlerweile eingestellt.